# Pactum Warmundi
Pactum Warmundi je naziv za sporazum između Kraljevine Jeruzalem i Republike Venecije sklopljen 1123. godine. Tim sporazumom su Mlečani dobili cijeli niz trgovačkih i pravnih povlastica u Kraljevini u zamjenu za nastavak pružanja vojne i druge pomoći križarima.
Sporazum se nadovezivao na ranije sporazume donesene oko 1100. godine. Sklapanju sporazuma je pridonijela i kriza u kojoj se našlo Jeruzalemsko Kraljevstvo nakon zarobljavanja kralja Balduina II. te zbog fatimidske invazije. U to se vrijeme pred obalama Levanta našla mletačka flota pod duždom Domenicom Micheleom, koja je porazila fatimidsku flotu i zaplijenila veliki broj brodova. Mlečani su se iskrcali u Akri odakle je dužd otišao na hodočašće u Jeruzalem. Tamo je proslavio Božić, a potom ugovorio tekst novog sporazuma s regentom Vilijamom I. od Buresa i patrijarhom Warmundom (po kome je sporazum i dobio ime). 
Temeljem sporazuma Mlečanima je omogućeno da u svakom gradu Kraljevstva, osim samog Jeruzalema, imaju vlastitu crkvu, ulicu, kupalište, mlin i pekaru, kao i da koriste vlastite mjere i zakone u međusobnim sporovima, odnosno budu oslobođeni poreza u svim poslovima osim prijevoza hodočasnika u Svetu Zemlju. Mlečani su zauzvrat morali pomoći križarima zauzeti jedan od dva preostala grada na obali Levanta pod fatimidskom vlašću, Askalon i Tir, gdje bi trebali dobiti trećinu vlasti i područja. 
Križari se ispočetka nisu mogli dogovoriti koji će grad pokušati osvojiti, ali je na kraju kockom odlučeno da to bude Tir. Početkom 1124. je otpočela opsada nakon čijeg osvajanja su Mlečani dobili čak 21 selo u njegovoj okolici. Sporazum je kasnije ratificirao i Balduin nakon povratka iz zarobljeništva. Odredbe sporazuma su se poštovale sve do prestanka postojanja Jeruzalemskog Kraljevstva 1291. godine.